# Alex Feneridis
Alex Feneridis (Wellington, 13 novembre 1989) è un ex calciatore neozelandese, di ruolo centrocampista.

## Biografia
È nato a Wellington da famiglia greca (di cui conserva la doppia nazionalità).

## Carriera
Cresciuto calcisticamente nel Waitakere City, passa poi nel 2006 all'Auckland City. Ha avuto il suo primo momento di fama segnando il gol che assicurava la qualificazione alla finale dell'OFC Champions League 2011-2012 il 3 marzo 2012.
Ha esordito nella nazionale olimpica nel 2012 contro l'Egitto.
Dopo la carriera di calciatore, svolge la professione di trader finanziario

## Palmarès

### Club

#### Competizioni nazionali
- Campionato neozelandese di calcio: 2

Auckland City: 2008-2009, 2013-2014

#### Competizioni internazionali
- OFC Champions League: 5

Auckland City: 2008-2009, 2010-2011, 2011-2012, 2012-2013, 2013-2014

### Nazionale
- OFC-Championship 2012 Under-23: 1